# Бековский район
Бе́ковский райо́н — административно-территориальная единица (район) и муниципальное образование (муниципальный район) в составе Пензенской области России.
Административный центр — рабочий посёлок Беково.
Приобрёл широкую известность вследствие скандала с «пензенскими затворниками», которые осенью 2007 года во главе со своими лидерами Петром Кузнецовым и Недогоном закрылись в пещере рядом с селом Никольское в ожидании «конца света» в мае 2008 года.

## География
Расположен Бековский район на юго-западе области граничит на севере — с Белинским райном Пензенской области, на востоке — с Сердобским районом Пензенской области, на юге — с Ртищевским районом Саратовской области, на западе — с Тамалинским районом Пензенской области. По территории района проходит Юго-Восточная железная дорога Саратов — Тамбов — Москва и примыкающий к ней отвод на Беково.
Площадь территории — 1016 км², из них сельхозугодий 82,5 тыс. га, пашни — 59,9 тыс. га. Район находится в зоне умеренно континентального климатического пояса, относится к плодородным чернозёмным районам. Рельеф местности и почвенно-климатические условия благоприятны для ведения сельского хозяйства. Это лесостепная зона с преобладанием степных ландшафтов. Лесные угодья занимают площадь 11.175 гектаров и расположены в основном в пойме реки Хопёр, малыми площадями встречаются на склонах речных долин и балок. Степная растительность сохранилась лишь по балкам и оврагам, лесным опушкам, так как основная часть земельных угодий распахана.
Животный мир в естественных условиях представлен общераспространёнными видами: хомяк, суслик, хорёк, тушканчик, мышь полевая, ёж, заяц, лисица. На водоёмах встречается ондатра, бобр. Из птиц — пустельга, жаворонок, калинка, лунь, цапля, куропатка. Водные источники — река Хопёр, более 10 мелких речек (Пяша, Миткирей, Малая Пяша и другие), многочисленные озёра и пруды. Всего площадь под водой составляет 1664 га.

## История
Район образован 16 июля 1928 года в составе Балашовского округа Нижне-Волжского края. С января 1934 года в составе Саратовского края, с декабря 1936 года — в Саратовской области. В феврале 1939 года передан в состав вновь образованной Пензенской области.
12 октября 1959 года к Бековскому району была присоединена часть территории упразднённого Свищевского района.
В 1963—1965 годах район был упразднён, его территория входила в состав Сердобского района.

## Население
| \| 1939[5] \| 1946[6] \| 1959[7] \| 1970[8] \| 1979[9] \| 1989[10] \| 1996[6] \| 2002[11] \| 2004[6] \| \| -------- \| -------- \| -------- \| -------- \| -------- \| -------- \| -------- \| -------- \| -------- \| \| 38 903 \| ↘31 757 \| ↗33 835 \| ↘28 899 \| ↘24 625 \| ↘21 474 \| ↘14 197 \| ↗18 853 \| ↘12 013 \| \| 2006[6] \| 2007[6] \| 2008[6] \| 2009[12] \| 2010[13] \| 2011[14] \| 2012[15] \| 2013[16] \| 2014[17] \| \| ↗17 599 \| ↘17 283 \| ↘17 102 \| ↘16 858 \| ↗17 531 \| ↘17 475 \| ↘16 972 \| ↘16 598 \| ↘16 284 \| \| 2015[18] \| 2016[19] \| 2017[20] \| 2018[21] \| 2021[2] \| \| \| \| \| \| ↘15 982 \| ↘15 637 \| ↘15 393 \| ↘15 158 \| ↘14 055 \| \| \| \| \| 10 000 20 000 30 000 40 000 1959 2002 2009 2014 2021 |         |         |         |         |         |         |         |         |
| 1939 | 1946    | 1959    | 1970    | 1979    | 1989    | 1996    | 2002    | 2004    |
| 38 903 | ↘31 757 | ↗33 835 | ↘28 899 | ↘24 625 | ↘21 474 | ↘14 197 | ↗18 853 | ↘12 013 |
| 2006 | 2007    | 2008    | 2009    | 2010    | 2011    | 2012    | 2013    | 2014    |
| ↗17 599 | ↘17 283 | ↘17 102 | ↘16 858 | ↗17 531 | ↘17 475 | ↘16 972 | ↘16 598 | ↘16 284 |
| 2015 | 2016    | 2017    | 2018    | 2021    |         |         |         |         |
| ↘15 982 | ↘15 637 | ↘15 393 | ↘15 158 | ↘14 055 |         |         |         |         |

### Урбанизация
В городских условиях (рабочий посёлок Беково) проживают 43,39 % населения района.

## Административное деление
В Бековский район как административно-территориальное образование входят 1 рабочий посёлок (пгт) и 8 сельсоветов.
В муниципальный район входят 9 муниципальных образований, в том числе 1 городское поселение и 8 сельских поселений.
| №        | Муниципальное образование | Административный центр | Количество населённых пунктов | Население | Площадь, км2 |
| -------- | ------------------------- | ---------------------- | ----------------------------- | --------- | ------------ |
| 1e-06    | Городское поселение:      |                        |                               |           |              |
| 1        | рабочий посёлок Беково    | рабочий посёлок Беково | 1                             | ↘6099     | 10,12        |
| 1.000002 | Сельские поселения:       |                        |                               |           |              |
| 2        | Вертуновский сельсовет    | село Вертуновка        | 4                             | ↘2965     | 125,51       |
| 3        | Волынщинский сельсовет    | село Волынщино         | 5                             | ↘1237     | 195,43       |
| 4        | Ивановский сельсовет      | село Ивановка          | 2                             | ↘419      | 79,80        |
| 5        | Миткирейский сельсовет    | село Миткирей          | 3                             | ↘415      | 133,48       |
| 6        | Мошковский сельсовет      | село Мошки             | 2                             | ↘519      | 82,96        |
| 7        | Пяшинский сельсовет       | село Пяша              | 4                             | ↘677      | 116,96       |
| 8        | Сосновский сельсовет      | село Сосновка          | 7                             | ↘1157     | 127,54       |
| 9        | Яковлевский сельсовет     | село Яковлевка         | 6                             | ↘567      | 144,48       |

### Населённые пункты
В Бековском районе 34 населённых пункта.
| №  | Населённый пункт | Тип              | Население | Муниципальное образование |
| -- | ---------------- | ---------------- | --------- | ------------------------- |
| 1  | Александровка    | деревня          | →1        | Яковлевский сельсовет     |
| 2  | Александровка    | село             | ↘120      | Яковлевский сельсовет     |
| 3  | Аничкино         | село             | →63       | Пяшинский сельсовет       |
| 4  | Беково           | рабочий посёлок  | ↘6099     | рабочий посёлок Беково    |
| 5  | Вертуновка       | село             | ↘1621     | Вертуновский сельсовет    |
| 6  | Власовка         | село             | →30       | Сосновский сельсовет      |
| 7  | Волынщино        | село             | ↘457      | Волынщинский сельсовет    |
| 8  | Второе Отделение | населённый пункт | →28       | Сосновский сельсовет      |
| 9  | Гранки           | село             | ↗424      | Мошковский сельсовет      |
| 10 | Жуково           | деревня          | →20       | Волынщинский сельсовет    |
| 11 | Затолокино       | село             | ↗250      | Миткирейский сельсовет    |
| 12 | Ивановка         | село             | ↘346      | Ивановский сельсовет      |
| 13 | Крутой           | хутор            | ↘48       | Яковлевский сельсовет     |
| 14 | Крюковка         | деревня          | →2        | Сосновский сельсовет      |
| 15 | Луговая          | деревня          | ↘28       | Миткирейский сельсовет    |
| 16 | Малёновка        | деревня          | ↗138      | Сосновский сельсовет      |
| 17 | Мача-Родники     | село             | ↘233      | Яковлевский сельсовет     |
| 18 | Миткирей         | село             | ↗288      | Миткирейский сельсовет    |
| 19 | Мошки            | село             | ↘322      | Мошковский сельсовет      |
| 20 | Николаевка       | деревня          | →3        | Яковлевский сельсовет     |
| 21 | Никольское       | село             | ↘325      | Ивановский сельсовет      |
| 22 | Первое Отделение | населённый пункт | →90       | Сосновский сельсовет      |
| 23 | Плодосовхоз      | посёлок          | ↘498      | Волынщинский сельсовет    |
| 24 | Покровка         | село             | ↘736      | Пяшинский сельсовет       |
| 25 | Пяша             | село             | ↘138      | Пяшинский сельсовет       |
| 26 | Сахзавод         | посёлок          | ↗1842     | Вертуновский сельсовет    |
| 27 | Советский        | посёлок          | ↘186      | Волынщинский сельсовет    |
| 28 | Согласовка       | село             | ↘18       | Вертуновский сельсовет    |
| 29 | Сосновка         | село             | ↗1296     | Сосновский сельсовет      |
| 30 | Сурки            | посёлок          | →20       | Сосновский сельсовет      |
| 31 | Трескино         | деревня          | →85       | Пяшинский сельсовет       |
| 32 | Третье Отделение | населённый пункт | →10       | Вертуновский сельсовет    |
| 33 | Хованщино        | село             | ↘415      | Волынщинский сельсовет    |
| 34 | Яковлевка        | село             | ↗460      | Яковлевский сельсовет     |

Упразднённые населённые пункты:
- 2001 год — деревня Сенной Овраг[25].

- 2015 год — хутор Вислый[26].

## Экономика
На территории района в 2005 году было зарегистрировано 232 хозяйствующих субъекта различных форм собственности, 186 индивидуальных предпринимателей. Район сельскохозяйственный, с развитой перерабатывающей промышленностью. Основные направления деятельности сельских жителей: растениеводство (выращивание зерновых культур, сахарной свёклы, подсолнечника, кормовых культур), садоводство (яблоки), животноводство (производство молока и мяса), выращивание картофеля, овощей, разведением скота и пчёл.
Основных промышленных предприятий 6: ЗАО «Бековский сахарный завод» производит сахар-песок из сахарной свёклы и сырца, патоку, жом, известь; ОАО «Маслозавод «Бековский» вырабатывает масло сливочное, сыр, цельномолочную продукцию; Бековский пищекомбинат производит натуральные кондитерские изделия; ООО «Бековский хлеб» — хлебобулочные и кондитерские изделия; ООО «Бековохлебопродукт» вырабатывает муку.
Промышленное производство организовано в ООО «Агрофирма Евросервис-Беково», ООО «Агрофирма плодпром-Беково».
В районе ведётся капитальное строительство объектов и газификация населённых пунктов. Уровень газификации жилого фонда района природным газом составляет более 50 %, в пгт Беково — более 80 %.

## Социально-культурная сфера
Социально-культурная сфера представлена учреждениями образования, здравоохранения, социальной защиты населения, культуры и спорта. Функционируют 4 детских дошкольных учреждения (бюджетные), 24 школы, Дом детского творчества, Детская музыкальная школа и профессиональное училище ПУ-35. В сфере образования занято более 415 педагогических работников.
Также район имеет свою общественно-политическую газету «Бековский вестник», которая была учреждена 2 ноября 1930 года и имела название сначала «Колхозник», а до 1991 года «Коммунист».
Центральная районная больница, 2 врачебные амбулатории, 16 фельдшерско-акушерских пунктов, аптека и несколько аптечных пунктов, стоматологический кабинет. В учреждениях здравоохранения работают 35 врачей и 147 человек среднего медицинского персонала. Функционируют три учреждения социального обслуживания населения: центр социального обслуживания населения и пансионат для престарелых и инвалидов, в котором проживают 120 человек. Работает реабилитационный центр для детей и подростков с ограниченными возможностями.
Из спортивных объектов выделяются районный стадион, стадион ЗАО «Бековский сахарный завод», 14 спортивных залов, 20 спортивных площадок. Развиты виды спорта: футбол, волейбол, лёгкая атлетика, городки, шахматы, теннис, бильярд, 2 тира. Для оздоровления детей действуют летний детский лагерь и при школах 20 летних оздоровительных площадок. Работают районный и 16 сельских домов культуры, 19 библиотек, краеведческий музей, 2 церкви и 1 молитвенный дом. На территории района расположены памятники истории начала XIX века: усадьбы Устинова, Макарова в пгт Беково и другие.

## Известные люди
С районом связаны имена выдающихся людей. Среди них:
- Аравин Пётр Васильевич — учёный-историк, исследователь истории русской и казахской музыки;
- Глотова Нина Михайловна — офтальмолог, доктор медицинских наук;
- Дроздов Иван Владимирович, писатель-фронтовик;
- Калинин Павел Васильевич — учёный в области минералогии;
- Крюков Адриан Александрович — учёный-офтальмолог (1849—1908);
- Нефёдов Вячеслав Викторович — кандидат исторических наук; вице-президент Фонда содействия развитию русской культуры (гор. Москва);
- Павкина Лидия Ивановна, Герой Социалистического Труда;
- Устинов Пётр Михайлович (1879—1937) — советский дипломат.
- Финогеев Александр Витальевич - писатель, член Союза писателей России.

### Герои Советского Союза— уроженцы Бековского района
- Дубровин Михаил Яковлевич;
- Дудаков Александр Васильевич;
- Калинников Иван Емельянович;
- Петров Александр Иванович;
- Червяков Владимир Иванович.[3]

## Транспорт
Основной вид транспорта автомобильный, на его долю приходится более 90 % грузовых и пассажирских перевозок. Длина пассажирских маршрутов 546 км, количество маршрутов 11, в том числе 2 междугородных. Услуги по перевозкам осуществляют одно специализированное автотранспортное предприятие и индивидуальные предприниматели. Имеется строительная организация ГУП «Бековское ДРСУ», располагающее значительными мощностями для проведения дорожно-строительных работ. Ряд предприятий по оказанию коммунальных услуг, связи, торговли, общественного питания, бытового и иного обслуживания населения, другие предприятия и организации, обеспечивающие жизнедеятельность района. По территории района проходит линия Юго-Восточной железной дороги «Ртищево—Тамбов—Москва» и ветвь «Вертуновская—Беково» (Бековская ветвь).